# Clowesia
Clowesia é um género botânico pertencente à família das orquídeas (Orchidaceae). Foi proposto em 1843 por John Lindley, publicado em Edwards's Botanical Register 29: Misc. 25, a espécie tipo é a Clowesia rosea Lindley. Seu nome é uma homenagem ao orquidófilo inglês J. Clowes.
Sete espécies pertencem a este gênero de plantas epífitas, cujo centro de dispersão pode ser considerado o sul do México e que se distribuem por toda a América Central até os limites da Amazônia.
As Clowesia têm pseudobulbos com diversos nós e folhas decíduas, finas e nervuradas. A inflorescência é pendente, racemosa e normalmente brota nos nodos basais do pseudobulbo. As muitas flores são perfumadas, com sépalas e pétalas similares, labelo variável, comum de margens fimbriadas, e coluna curta e larga com duas polínias.
É um gênero muito próximo de Catasetum, dos quais difere por apenas por apresentar pseudobulbos em regra menores e somente flores hermafroditas, sem antenas, com estigma transversal e polinário normal.

## Espécies
1. Clowesia amazonica  K.G.Lacerda & V.P.Castro, Bradea 6: 386 (1995).
2. Clowesia dodsoniana  E.Aguirre, Orquídea (Mexico City), n.s., 10: 192 (1986).
3. Clowesia glaucoglossa (Rchb.f.) Dodson, Selbyana 1: 137 (1975).
4. Clowesia rosea Lindl., Edwards's Bot. Reg. 29(Misc.): 25 (1848).
5. Clowesia russelliana (Hook.) Dodson, Selbyana 1: 136 (1975).
6. Clowesia thylaciochila (Lem.) Dodson, Selbyana 1: 136 (1975).
7. Clowesia warczewiczii (Lindl. & Paxton) Dodson, Selbyana 1: 136 (1975).